# 大山柏
大山 柏（おおやま かしわ、1889年（明治22年）6月2日 - 1969年（昭和44年）8月20日）は、日本の考古学者、戊辰戦争研究家、陸軍軍人、貴族院議員。陸軍少佐、従二位、公爵、文学博士（慶應義塾大学、1945年）。大山巌の二男。
職業軍人としては近衛歩兵のほか、太平洋戦争後期から敗戦までに第32警備隊第33警備大隊長、室蘭防衛隊第8独立警備隊長などを務めた。一方で考古学の分野でも活躍し、大山史前学研究所長、慶應義塾大学文学部教授などを歴任。日本の考古学の基礎を築いた。また、戊辰戦争の研究家としても知られている。

## 概要
父・大山巌公爵は維新の元勲の一人で、日清・日露の両戦役では参謀総長や満州軍総司令官として日本を勝利に導き、晩年に至るまで元老の一人として国政の枢機に接した元帥陸軍大将。母・捨松は、明治初年に初の官費女子留学生の一人として11歳で渡米し、11年後に日本人女性として初めて米国大学の普通科を卒業して学士号を得た。
海軍に進んだ兄・高が練習船の火薬庫爆発事故で不慮の殉職を遂げたのをうけて嫡男となり、父の死去後に公爵を襲爵して貴族院議員となった（公爵議員、無所属倶楽部所属）。その一方で、父たっての願いにより陸軍に進み陸軍少佐まで進級したが、生来の学者肌の気質が陸軍の体質と馴染まず、さしたる実績も上げないまま数え40歳を前に依願予備役編入。以後は慶應義塾大学を研究活動の場とし、考古学と歴史学の分野に多大な貢献を残した。
近衛文麿公爵の妹・武子を妻とし、その間に、歴史学者で外交史が専門の法学博士・大山梓と海洋生物学者で貝類学が専門の理学博士・大山桂の2男がある。

## 経歴
大軍人の家に生まれ、自らもはじめは軍人の道を歩んだが、ヨーロッパ留学を機に考古学の知見を深めた。帰国後には自邸内に「史前研究会（後に大山史前学研究所）」を組織し、戦後の日本考古学の基礎を築いた。陸軍大学校に勤める傍ら行っていた考古学では、関東地方の縄文文化の研究やヨーロッパ先史学の日本への紹介などでの実績がある。
それまで「宝探し」の域を出なかった日本の遺跡発掘に最新ドイツの系統だった手法を導入、主に縄文時代の研究において著しい成果を上げた。特に、1926年（大正15年）から1931年（昭和6年）にかけて甲野勇らと行なった関東地方の貝塚の発掘調査では貝塚を構成する貝類や層位学的研究法による土器型式の新旧にまで留意した研究を行ない、1933年（昭和8年）に『東京湾に注ぐ主要渓谷の貝塚に於ける縄紋式石器時代の編年學的研究予報　第一編』として共同発表、関東における縄文土器の編年をほぼ完成させた。同時に当時日本には存在しないとされていた旧石器文化にも着目、『史前学雑誌　第1巻』第5・6号で「日本旧石器文化存否研究」として発表した。
柏は英語とドイツ語、特に陸軍の第二外国語でもあったドイツ語に堪能で、史前学研究所が調査した遺跡の報告書の外文要約は全てドイツ語で書かれていた。

### 幼少期から家督相続まで

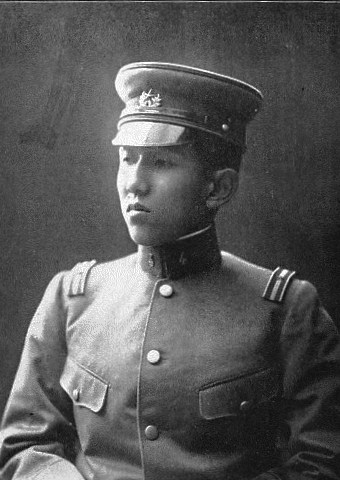
近衛歩兵少尉時代（1913年（大正2年）頃）

1889年（明治22年）、大山巌・捨松夫妻の次男として東京に生まれた。「柏」の名は、出生の際に父・巌が新潟県柏崎に滞在中だったことから命名された。教育熱心かつ、幼少期の留学で英語で日常会話をしていた母親の元、早くから英語、ドイツ語の英才教育を受けた。
1908年（明治41年）4月、長兄の高（たかし）が海軍少尉候補生として遠洋航海中の台湾で、乗艦中だった巡洋艦松島の爆沈事故に遭い死亡する。これにより父の親戚・鮫島家の養子となる予定であった柏が家督を相続することとなった。
柏は中央幼年学校を経て、1910年（明治43年）5月、陸軍士官学校（22期）を卒業。同年12月、歩兵少尉に任官し近衛歩兵第4連隊付となる。1913年（大正2年）12月、歩兵中尉に昇進。1916年（大正5年）5月、陸士生徒隊付となり、父・巌の死を受け同年12月22日に公爵・貴族院議員（1946年4月まで在任）となる。

### 陸軍での挫折と考古学への傾倒
父・巌の遺命により陸軍士官に進んだ柏であったが、欧米生活が長い両親のもとで、リベラルな家庭環境で育った柏と、藩閥と学閥が跋扈する帝国陸軍の気風は全く合わなかったらしく、特に第一次世界大戦後に、内定していた青島赴任を参謀長・山梨半造に妨害されてからは陸軍での栄進を断念し、以前から興味を持っていた考古学研究へ傾斜していく。1917年（大正6年）8月、参謀本部付となり、1920年（大正9年）8月、歩兵大尉に進級。考古学分野では1921年（大正10年）、『人類学雑誌』に沖縄県の伊波貝塚に関する論文を投稿している。
1923年（大正12年）1月からは近代戦史研究との名目でヨーロッパに留学、留学はドイツ・ベルリン大学への私費留学で、石原完爾の監視役という密命も帯びていた。留学中にはあわせて考古学の研究も行い、人類学者・小金井良精に紹介された考古学者、フーベルト・シュミットの元で旧石器時代を中心に本格的な考古学を学んだ。1923年（大正12年）9月の関東大震災では東京・穏田にあった大山邸を焼失するが、栃木県那須の別荘は残り、別荘周辺の山林で木炭を製造して知人に配っていたという。
1924年（大正13年）に留学から帰国した柏は穏田の自邸内に史前研究室（後に大山史前学研究所）を設立、史前研究会（後の史前学会）を組織した。1927年（昭和2年）12月、歩兵少佐に昇進し近衛歩兵第3連隊付となる。1928年（昭和3年）には父の部下であった上原勇作の反対を押し切り予備役編入を志願し、同年3月に編入となった。翌1929年（昭和4年）には自邸・研究所内に「史前學会」を設立し、雑誌『史前学雑誌』を刊行した。
また慶應義塾大学文学部講師となった柏は1942年（昭和17年）まで隔年で「基礎史前学」を開講、この時の講義録は後に『基礎史前学第一巻』として刊行されている。さらに、同大学が1938年（昭和13年）に中国に派遣した学術調査団では『北支那班』班長となって大陸に渡ったが、のち三田史学会から「江南踏査」として報告刊行されている。

### 応召と史前学研究所の焼失
しかし、太平洋戦争下の1943年（昭和18年）11月に文学博士学位論文「基礎史前学」を慶應義塾大学へ提出した直後、退役を目前にして応召を受け、第32警備隊第33警備大隊長として根室に赴任する。この突然の根室赴任は政治的理由によるものとされ、貴族院議員で召集されたのは柏ただ一人であった。柏が根室・室蘭守備隊に出征した後、史前学研究所は閉鎖状態となった。
赴任地の根室はソ連との前線であったにもかかわらず、物資が乏しく、柏は自家の財産で負担し、部隊に補給を回す有様だったという。1945年（昭和20年）3月、第33警備大隊の改編に伴い、室蘭防衛隊隷下の第8独立警備隊長に異動。同年7月に、室蘭艦砲射撃を体験する。この間の5月25日、アメリカ軍による東京大空襲によって大山邸と史前学研究所は、所蔵していた多くの貴重な文献や資料もろとも全焼した。日本敗戦後の同年9月、召集解除となる。

### 戦後から晩年
1946年（昭和21年）4月13日、貴族院議員を辞職。戦後の華族制度廃止と農地解放、公職追放によって穏田にあった広大な私邸をはじめとする財産の過半を没収され、以後は穏田に子息を残し、牧場と父母の別荘のあった西那須野町（現在の那須塩原市）に隠棲する。
1945年11月に慶應義塾大学から文学博士の学位を授与された後、1948年（昭和23年）に『史前芸術 -古文化叢刊-』を刊行し、日本考古学協会編集の『日本考古学辞典』の分担執筆に携わる一方で、戊辰戦争の研究に身を捧げ、1968年（昭和43年）に今日でも戊辰戦争研究の基本資料とされる『戊辰役戦史』を出版した。続編として日清戦争の研究書を出す予定だったが、翌年夏に、かかりつけの病院での通院治療中に老衰で死亡した。那須塩原市に両親と共に眠る。
慶應義塾大学での講義は、専ら三田キャンパスで行なわれたが、時には三田通りの喫茶店で学生と会話をすることもあったという。自宅には留学中に買い集めたドイツ語の洋書が大量にあり、訪れる学生には「（ドイツ語は）どの語学をやる場合も必ずやるように」と語っていたという。柏は身辺の整理整頓を徹底しており、書斎の引き出しも中は整列され、色別に区分されていたという。これについて柏は「母の影響ですよ」と語っていたという。

## 大山史前学研究所

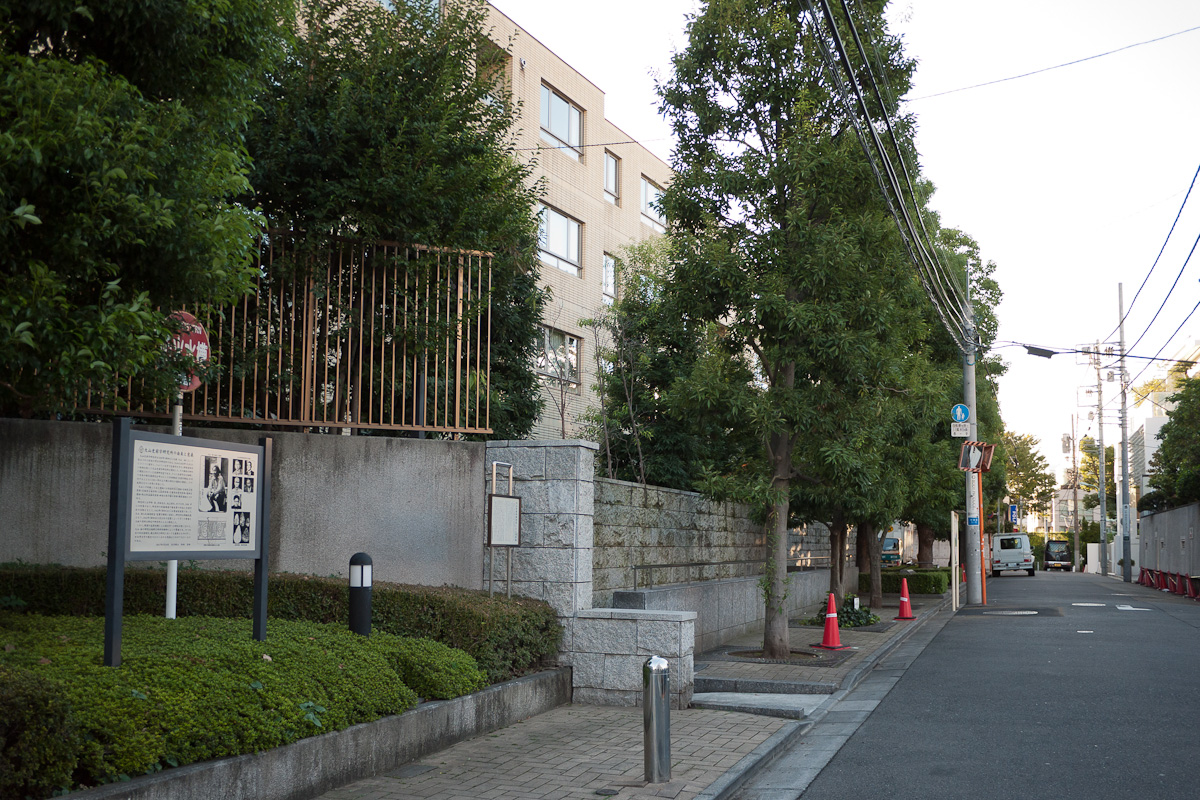
神宮前5丁目緑地にある大山柏邸・大山史前学研究所跡の説明板。道路の左側一帯が旧大山邸

大山史前学研究所は、渋谷区穏田一丁目（現在の神宮前5丁目5番）の大山邸内に設置されており、遺跡の調査研究、雑誌の刊行、出土品の展示、約10,000冊にも及ぶ蔵書の公開など、現代の国公立研究所にも劣らない機能を持っていた。この柏が私財を投じて設立した研究所は戦後の日本考古学の基礎を築いたのみならず、そこに集った多くの若い研究者はその後の日本考古学の発展に寄与した。
大山史前学研究所は学術雑誌『史前学雑誌』を刊行するとともに、100箇所以上の縄文遺跡を発掘して、その成果を次々に学会に発表した。研究所には甲野勇、宮坂光次、池上啓介、竹下次作、大給尹らの所員がおり、研究所の活動を支えていた。これら多くの業績を残した大山史前学研究所は、山階鳥類研究所、徳川生物学研究所と並んで「華族3大研究所」とも称される。
1943年（昭和18年）に柏が根室・室蘭守備隊に出征した後には、研究所は閉鎖状態となり、さらに戦争末期の1945年（昭和20年）5月25日、アメリカ軍による東京大空襲によって大山邸と史前学研究所は、所蔵していた多くの貴重な文献や資料もろとも全焼した。
戦後は大山家の財産の大半が没収されたこともあって、再興されることはなかった。研究所の跡地は現在マンションとなっており、往時の面影はない。

## 栄典
位階
- 1909年（明治42年）6月11日 - 従五位[9]
- 1918年（大正7年）3月30日 - 従四位[10]
- 1922年（大正11年）4月10日 - 正四位[11]
- 1927年（昭和2年）4月15日 - 従三位[12]
- 1933年（昭和8年）5月1日 - 正三位[13]
- 1940年（昭和15年）5月15日 - 従二位[14]

勲章等
- 1928年（昭和3年）5月22日 - 勲五等瑞宝章
- 1931年（昭和6年）5月1日 - 帝都復興記念章[15]

## 親族
- 妻：武子（1897年 - 1983年） - 近衛文麿の妹
  - 長男： 梓 - 海軍主計少尉、広島大学教授、帝京大学法学部教授、法学博士（外交史研究）
  - 次男： 桂  - 日本貝類学会副会長、鳥羽水族館研究員、理学博士（貝類学）
  - 三男： 大山檀
  - 長女： 大山咲子
  - 養子(咲子の婿)：大山健次(内田健次)